# Incidente Wushe (Taiwán)

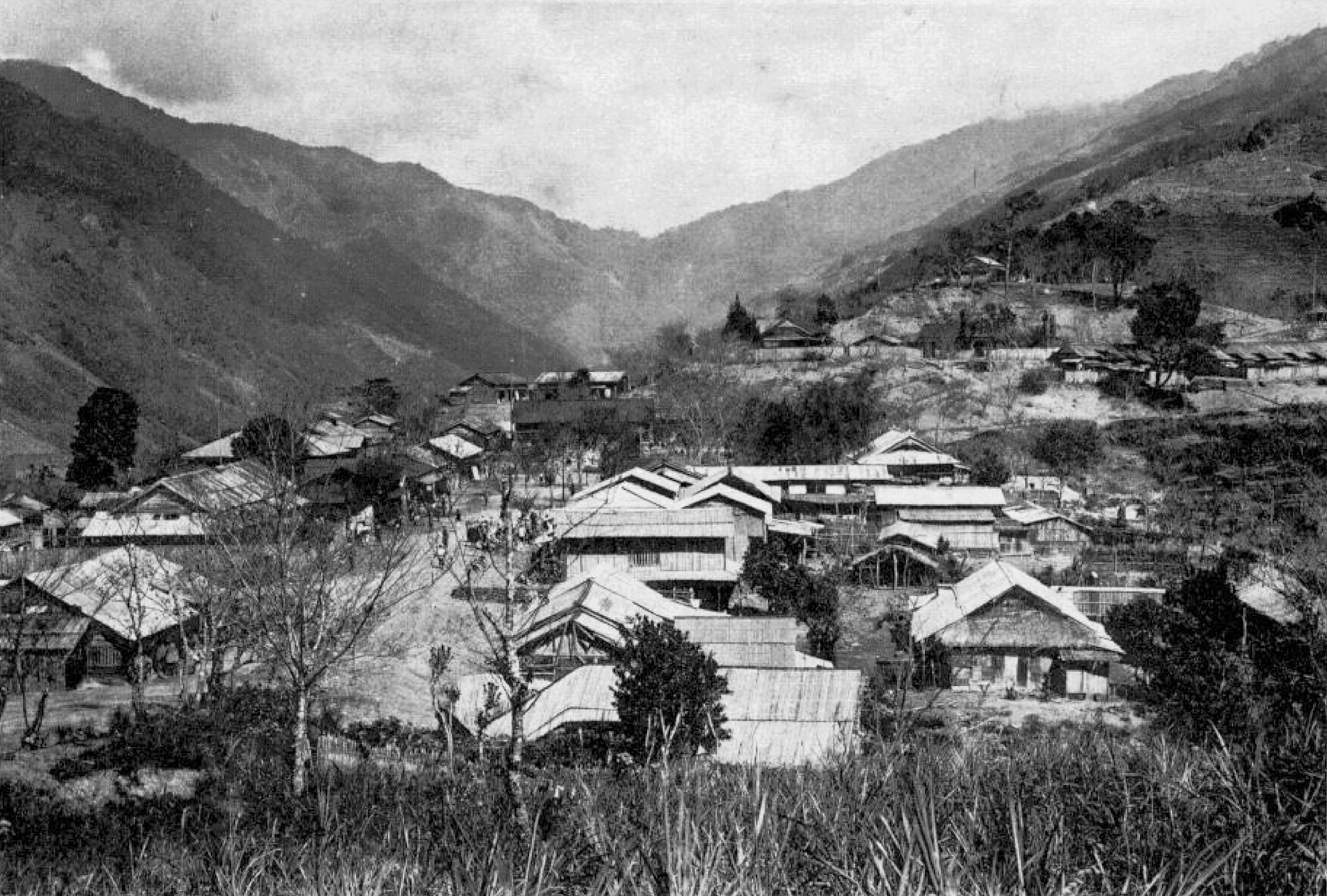
La aldea de Wushe, alrededor de 1930

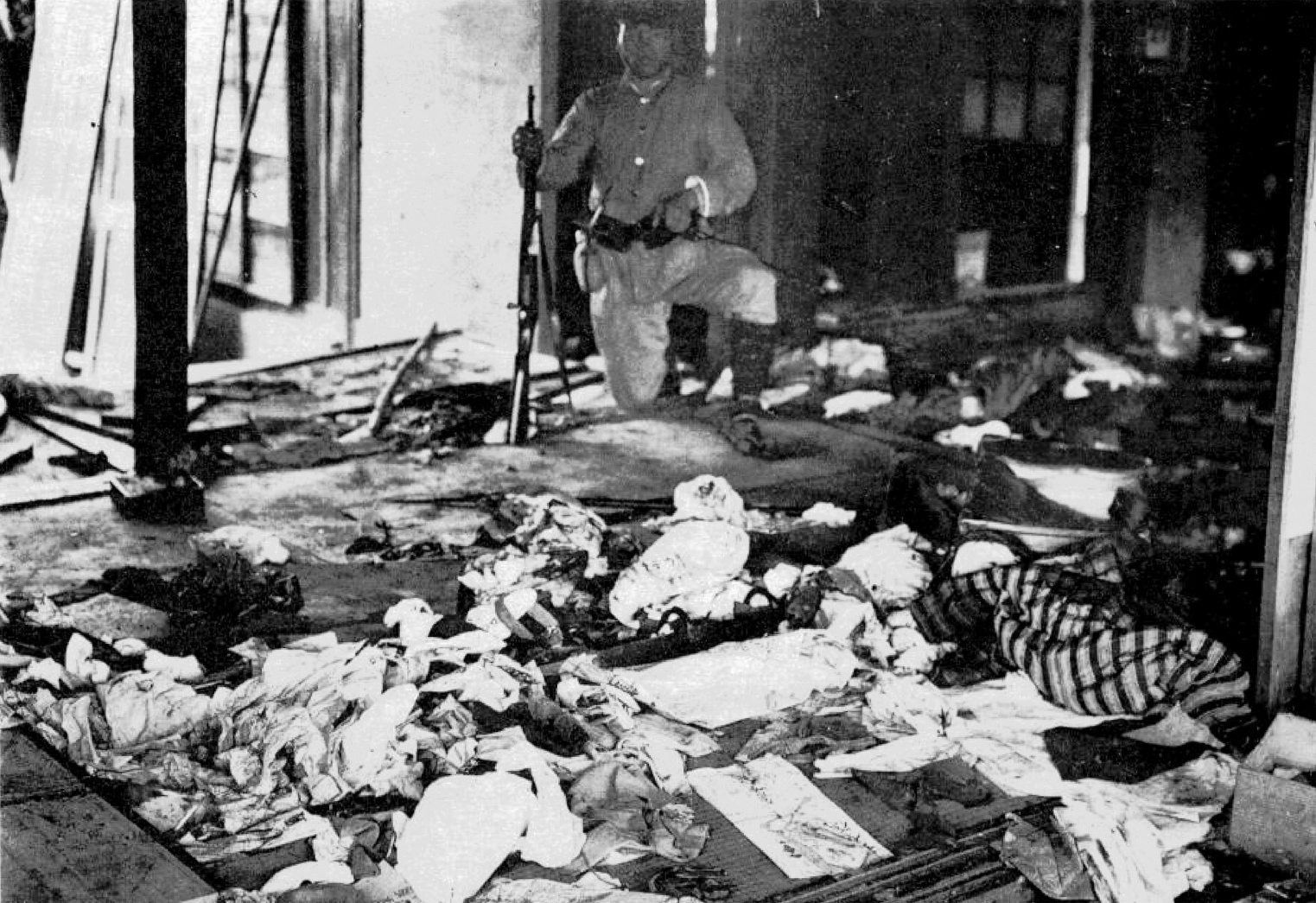
Algunas víctimas trataron de refugiarse en las aulas

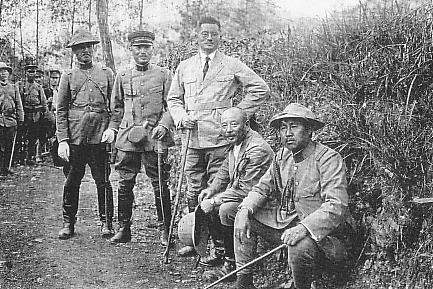
El comandante e integrantes de la fuerza de castigo

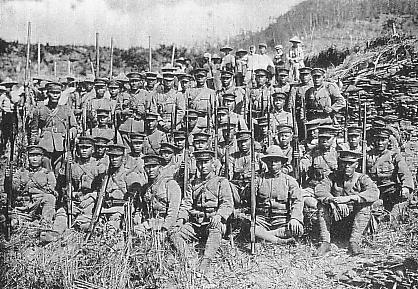
Integrantes de la fuerza de castigo

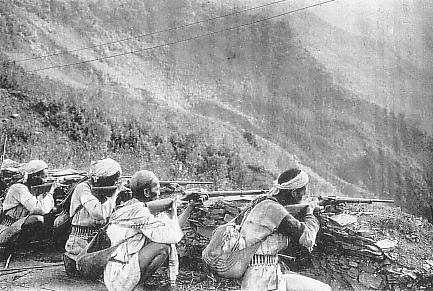
Mikata-Ban (aborígenes pro-japoneses)

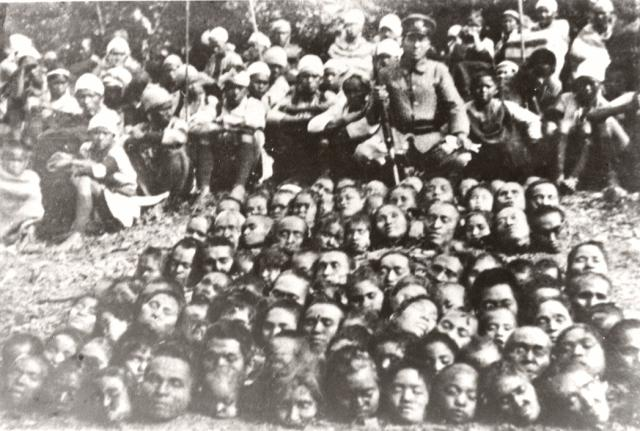
Seediq decapitados en la represalia.

El Incidente Wushe (en chino y en japonés: 霧社. Wade-Giles: Wu-she Shih-chien. Pinyin: Wùshè Shìjiàn; Japonés Rōmaji: Musha Jiken; taiwanés: Bū-siā Sū-kiāⁿ) fue la mayor insurrección indígena contra la ocupación japonesa de Taiwán. Ocurrió en octubre de 1930 cuando aborígenes de la tribu Seediq, en protesta por años de opresión, asesinaron a más de 130 personas, la gran mayoría japoneses, en la aldea de Wushe (Musha en japonés), en el centro de Taiwán. En represalia, el ejército japonés dio muerte a más de 1000 Seediq. La gestión del conflicto fue muy criticada y provocó cambios sustanciales en la política japonesa para los asuntos aborígenes.

## Antecedentes
La resistencia armada de los taiwaneses a la autoridad imperial japonesa siempre había sido reprimida con dureza, como había ocurrido en el Incidente Ta-pa-ni en 1915; esto resultó en un ciclo de revueltas locales y represalias japonesas. Sin embargo, a finales de la década la resistencia armada había dado paso a la organización política de las jóvenes generaciones de taiwaneses en movimientos sociales para reivindicar sus derechos. Muchos castigos crueles fueron abolidos, la implicación directa de la policía japonesa en las administraciones locales se había relajado, y se introdujeron algunos elementos de autogobierno, si bien más simbólicos que efectivos (consejos consultivos locales).
Pero para la población aborigen el trato continuaba siendo muy discriminatorio. Se les daba la consideración de "bárbaros" o "tribus salvajes" y se les aplicaba una política de "domesticación" por asimilación: eran obligados a dejar la caza por la agricultura, y a dejar las montañas donde vivían por las llanuras. Esta política resultó bastante exitosa en el sentido de que los japoneses pudieron explotar más cómodamente los recursos naturales en las montañas, pero cultivaba en los aborígenes un sentimiento de humillación por la expulsión de sus tierras y la represión de su cultura.

## Causas
La comunidad de aborígenes Seediq de Wushe era considerada por los japoneses uno de los mejores ejemplos de "domesticación", y su jefe Mona Rudao había sido seleccionado junto con otros 43 líderes indígenas para realizar una gira por Japón, unos años antes. Sin embargo, el resentimiento perduraba por los excesos de la policía, los trabajos forzados, y la represión de las creencias y costumbres indígenas.
En los días previos al incidente, Mona Rudao celebraba un banquete tradicional para la boda de su hijo Daho Mona, en el que se sacrificaron animales y se preparó vino para beber. En un gesto simbólico, Daho Mona ofreció vino a un policía japonés llamado Katsuhiko Yoshimura, pero éste lo rechazó diciendo que las manos de Daho estaban manchadas con la sangre de los animales sacrificados. Daho Mona insistió en que el oficial participase en la celebración, y entonces él le golpeó con un bastón. Comenzó una pelea en la que el policía resultó herido; el jefe Mona Rudao intentó disculparse llevando una vasija de vino a la casa del oficial, pero fue rechazado.

## Hechos
El 27 de octubre de 1930, cientos de japoneses se congregaban en Wushe para una exhibición atlética escolar. Poco antes del amanecer, unos 300 guerreros Seediq enviados por Muna Rudao habían capturado armas y munición en varias estaciones de policía. Entonces se dirigieron a la escuela y atacaron a los japoneses asistentes a la competición. 134 personas fueron asesinadas, incluyendo mujeres y niños. Dos taiwaneses Han fueron asesinados por error, uno de ellos una chica que vestía kimono japonés.

## Consecuencias
Las autoridades japonesas respondieron con una acción militar de extrema dureza. Se impuso una censura informativa, y el Gobernador General Eizo Ishizuka ordenó un contraataque con 2.000 soldados enviados a Wushe, que forzaron a los Seediq a retirarse a las montañas, desde donde lanzaban ataques nocturnos de guerrilla. Incapaces de vencerles en ese terreno a pesar de su superioridad en número y armamento, los japoneses optaron por una solución más rápida: la fuerza aérea atacó en las montañas con bombas de gas, en el que ha sido documentado como primer conflicto con armas químicas en Asia.
A finales de diciembre de 1930 la rebelión había sido prácticamente sofocada. Mona Rudao se suicidó de un disparo para evitar ser capturado vivo, aunque algunos otros líderes trataron de continuar la lucha, sin éxito. De los 1200 Seediq directamente implicados en el levantamiento, 644 murieron, 290 de ellos al suicidarse para evitar el deshonor de la derrota.
Debido a las críticas por la gestión del incidente, el Gobernador General y su administrador civil, Goto Fumio, se vieron forzados a dimitir en enero de 1931. Sin embargo, el nuevo gobernador Masahiro Ota también tomó la opción de aplicar la dureza militar para controlar a los aborígenes taiwaneses. Algunas tribus potencialmente hostiles fueron desarmadas, lo que dio la oportunidad a las tribus rivales (pro-japonesas) de aniquilarles.
Así, por ejemplo, alrededor de 500 Seediq implicados en la revuelta que se rindieron y fueron confinados en una aldea cercana a Wushe, fueron atacados en abril de 1931 por aborígenes pro-japoneses que mataron a todos los varones mayores de 15 años, en lo que se dio en llamar el "Segundo Incidente Wushe". Ota fue relevado en marzo de 1932.
El levantamiento propició un cambio efectivo en la actitud japonesa hacia los aborígenes en Taiwán. Wushe había sido considerado como el más "obediente" de los territorios aborígenes, pero la incapacidad colonial para evitar la masacre hizo crecer el miedo a similares movimientos nacionalistas en Taiwán, Corea o incluso en el propio Japón. Se hacía necesario un cambio de política, y poco a poco se dio paso a una equiparación de los aborígenes con los demás grupos étnicos de Taiwán (se "ascendió" a los aborígenes de su condición oficial de "salvajes"). Se intensificó la educación pro-japonesa, incentivando la cultura civil nipona y la lealtad al emperador, y animando a los distintos grupos étnicos a competir entre ellos por demostrar la mayor fidelidad a las fuerzas coloniales.

## Cine
El Incidente Wushe ha sido tratado por el cine en la película taiwanesa de 2011 Warriors of the Rainbow: Seediq Bale, que fue exhibida en concurso en el Festival Internacional de Cine de Venecia de 2011 y preseleccionada para optar a los premios Oscar de la Academia de Hollywood de ese año.